# Nicolas Dewalque
Nicolas „Nico“ Dewalque (* 20. September 1945 in Zichen-Zussen-Bolder, Flandern, Belgien) ist ein ehemaliger belgischer Fußballspieler.

## Karriere

### Vereine
Dewalque begann in seinem Heimatort Zichen mit dem Fußballspielen. 1963 wechselte er zu Standard Lüttich, wo er von 1969 bis 1971 dreimal in Folge die belgische Meisterschaft gewann.
Bis 1976 bestritt er für Standard 376 Ligaspiele, in denen er 24 Tore erzielte. Danach wechselte er für drei Jahre zum Lokalrivalen RFC Lüttich, wo er 1979 seine Karriere beendete.

### Nationalmannschaft
Dewalque nahm an der Weltmeisterschaft 1970 in Mexiko teil und schied dort mit dem belgischen Team in der Vorrunde aus.
Zwischen 1967 und 1975 bestritt er 33 Länderspiele für die „Roten Teufel“, in denen er ohne Torerfolg blieb.

## Erfolge
- 3× Belgischer Meister (1969, 1970, 1971)